# Lola Ridge
Rose Emily Ridge, más conocida como Lola Ridge (Dublín, 12 de diciembre de 1873 - Brooklyn, 19 de mayo de 1941), fue una poeta anarquista y modernista irlandesa-estadounidense y una editora influyente de publicaciones de vanguardia, feministas y marxistas. Es mejor recordada por sus largos poemas y secuencias poéticas, publicados en numerosas revistas y recopilados en cinco libros de poesía.
Junto con otros poetas políticos del período modernista temprano, Ridge ha recibido una atención crítica renovada desde principios del siglo XXI y ha sido elogiada por los poetas contemporáneos por su capacidad para escribir poesía sobre espacios urbanos. En 2007 se publicó una nueva selección de su poesía y en 2016 la biografía, Anything That Burns You: A Portrait of Lola Ridge, Radical Poet.

## Biografía
Rose Emily Ridge nació en 1873 en Dublín, Irlanda. Fue la única hija superviviente de Joseph Henry y Emma (Reilly) Ridge. Su padre murió cuando ella tenía tres años y, posteriormente, ella y su madre emigraron a Hokitika, Nueva Zelanda. Allí se casó en 1895 con Peter Webster, director de una mina de oro de Hokitika. En 1903 dejó a su marido y se trasladó a Sídney, Australia, con su hijo Keith, de tres años, para asistir al Trinity College y estudiar pintura en la Escuela de Arte de Sídney con Julian Ashton.
Ridge emigró a los Estados Unidos tras la muerte de su madre. Se estableció primero en San Francisco en 1907, donde se identificó como Lola Ridge, poeta y pintora. Su primer poema se publicó en 1908 en la revista Overland Monthly. Tras dejar a su hijo Keith en un orfanato, en 1908 se mudó a Greenwich Village, en Nueva York.
Trabajando como modelo para artistas, en una fábrica y como poeta e ilustradora, se involucró en la política y las protestas de la clase obrera y colaboró con Emma Goldman y Margaret Sanger. Peter Quartermain la describió en el Dictionary of Literary Biography como «el prototipo más cercano en su época del poeta proletario del conflicto de clases, que expresa la protesta social o el idealismo revolucionario».
En 1918 se publicó el primer libro de poesía de Lola Ridge y el 22 de octubre de 1919 se casó con David Lawson.
Ridge publicó 61 poemas entre 1908 y 1937 en revistas tan importantes como Poetry, New Republic, The Saturday Review of Literature y Mother Earth.
En 1935 recibió una beca Guggenheim. En 1934 y 1935 recibió el premio Shelley Memorial. Publicó hasta 1937 y murió en 1941 de tuberculosis.

## Actividad política
Lola Ridge no se afilió a ningún partido político, aunque participó activamente en diferentes causas políticas. Protestó contra las ejecuciones de Sacco y Vanzetti en 1927 y estuvo entre los detenidos ese día. En los años 30 apoyó la defensa de Tom Mooney y Warren Billings, que habían sido inculpados en 1916 por el atentado de Preparedness Day en San Francisco.